# سورنی (روستا)
سورنی (به مجاری:  Szörény) یک منطقهٔ مسکونی در مجارستان است که در ناحیه سیگت‌وار واقع شده‌است.